# 奏任官

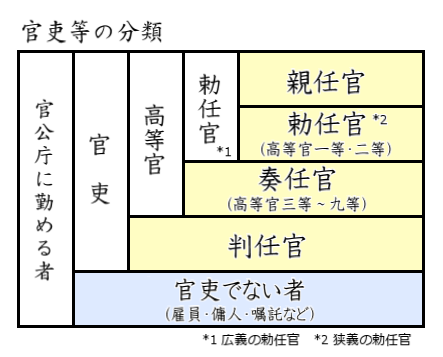
此圖中顯示了奏任官的官位

奏任官（日语：／ Sōninkan）是明治憲法下的高等官的一種，其官位相對於高等官三等至九等。奏任官是採取，形式上由天皇之任命大權委任、實際上由內閣總理大臣的任命的官職。

## 簡介

### 文官
奏任官文官根據就業形式、服務年限和職責之分類，其差別十分之大。由判任官晉升者，或通過高等文官考試後之人，可能會被一些職業團體被採納。

### 武官
武官相当于上校（大佐）到少尉之軍官。對於每個階級，上校等於一等奏任官（三等高等官），少尉等於六等奏任官（八等高等官）。可委任少尉者條件如下（除因公務期間死亡而晉升外）：
1. 士官學校或兵學校畢業後，經過一定時間之人；
2. 由下士官（判任官）、兵（日语：兵 (日本軍)）晉升者；
  1. 陸軍：少尉候補生並經過一定時間者；
  2. 海軍：由一名士兵晉升者，其階級通常為「特务」，因而會在名稱中附加，而被稱之為「特務少尉」。
3. 由甲種幹部候補生畢業後，經過一定時間之人，可通過幹部候補生制度，獲得委任少尉。

## 文獻來源
1. ↑  第三版,日本大百科全書(ニッポニカ),世界大百科事典内言及, デジタル大辞泉,大辞林. . コトバンク.   [2018-08-02]. （原始内容存档于2020-04-03） （日语）.

## 關聯條目
- 高等官
- 親任官
- 敕任官
- 判任官
- 官吏